# Kettins
Kettins ist eine Ortschaft in der schottischen Council Area Perth and Kinross. Sie liegt am Bach Kettins Burn rund 18 Kilometer nordwestlich des Zentrums von Dundee und 20 Kilometer nordöstlich von Perth.
Historisch lag Kettins an der Westgrenze der traditionellen Grafschaft Forfarshire, dem heutigen Angus, und war nicht Teil von Perthshire. Der ehemalige Grenzort Coupar Angus liegt zwei Kilometer nordwestlich.

## Geschichte
Auf einem Hügel der Sidlaw Hills südlich von Kettins finden sich die Überreste des Hillforts Castle of Dores. Das heutige Bodendenkmal gilt der Tradition zufolge als Residenz des schottischen Königs Macbeth. Kettins stand im Wesentlichen unter dem Einfluss zweier Herrenhäuser: Pitcur Castle im Südosten und Lintrose House im Westen. Ab dem späten 17. Jahrhundert begannen die Hallyburtons mit dem Bau des nahegelegenen Hallyburton House und ließen das Tower House Pitcur Castle später zu einer Ruine verfallen.
Seit dem Mittelalter ist Kettins Standort einer Kirche. Sie wurde 1249 durch David of Bernham, Bischof von St Andrews, konsekriert. Möglicherweise bestand eine Verbindung zur Abtei Coupar Angus. Die heutige Kettins Parish Church wurde 1768 am selben Standort errichtet. Auf ihrem Friedhof befindet sich eine piktische Kreuzplatte.
1831 zählte Kettins noch 1193 Einwohner. Bis 1881 zeigte sich die Einwohnerzahl uneinheitlich im hohen dreistelligen Bereich. 1961 wurde nur noch 102 Einwohner gezählt. Bis 1991 stieg die Zahl auf 385 an.

## Verkehr
Kettins ist über untergeordnete Straßen angeschlossen. Wenige hundert Meter westlich verläuft die A923 (Dundee–Dunkeld). In Coupar Angus ist außerdem die A94 (Perth–Forfar) in kurzer Distanz zugänglich.